# ウィケッド (アトラクション)
- ユニバーサル・パークス&リゾーツ > ユニバーサル・スタジオ・ジャパン > ユニバーサル・スタジオ・ジャパンのアトラクション > ウィケッド (アトラクション)
- オズの魔法使い > ウィケッド (アトラクション)

ウィケッド（英: WICKED）は、ブロードウェイミュージカル『ウィキッド』をテーマにしたショー・アトラクションで、『オズの魔法使い』の裏話を基に構成されている。ユニバーサル・スタジオ・ジャパンでは、ストーリーを再編した約35分の特別版として、2006年7月12日から上演が開始された。このショーはランド・オブ・オズエリア内のエメラルド・シアターで行われていた。約5年間のロングランを経て、2011年1月10日に終演した。

## 概要
2006年7月12日に「ランド・オブ・オズ」エリアのオープンと同時に上演が開始された。
このショーは、『オズの魔法使い』に登場する西の魔女エルファバと北の良い魔女グリンダの若き日の友情を描いた物語である。ブロードウェイ版を手掛けた脚本家たちがリメイクを行い、ユニバーサル・スタジオ・ジャパン専用の特別バージョンとして約35分に内容を凝縮して上演された。このバージョンでは、マダム・モリブルやDr.ディラモンド、フィエロ、ボック、ネッサローズなど、一部のキャラクターは登場しない。
エルファバの役は外国人キャスト、グリンダの役は日本人キャストがそれぞれ演じ、劇中では日本語と英語が混在していた。
シアター入場時には、当初英語歌詞の日本語訳が記載されたガイドが配布されていたが、後にストーリーガイドへと変更された。
2011年2月15日に「ランド・オブ・オズ」エリアが閉鎖されるのに先立ち、『ウィケッド』は同年1月10日に終演した。その後、エリアの後継として「ユニバーサル・ワンダーランド」が2012年3月16日にオープンした。
2025年3月7日から、ユニバーサル映画『ウィキッド ふたりの魔女』の公開を記念して、14年ぶりに『ウィキッド』の世界をテーマにしたイベント『ウィキッド・セレブレーション』が開催される。『WICKED』の日本語表記は、これまでの『ウィケッド』から『ウィキッド』に変更されている。

## ストーリー
緑色の肌で生まれたために孤独に生きてきたエルファバ。一方、完璧な容姿と優雅な振る舞いで周囲から羨望を集めるグリンダ。大学で出会った2人は、あまりにも異なる境遇のため反発し合うが、エルファバが秘めていた魔力に気付いたグリンダがその力を称賛したことで、次第に親友となる。
やがてエルファバの魔力をオズの大魔法使いに認めてもらおうと、2人はエメラルドシティへ旅立つ。しかし、この旅立ちが2人の運命を大きく変えていくことになる。

## 登場人物
エルファバ
本作の主人公。緑色の肌で生まれたことで周囲から疎まれ、孤独な人生を送ってきた。強大な魔法の才能を持つが、その力を隠していた。
グリンダ
完璧な容姿と優雅な振る舞いで人気者の学園の花形。魔法に憧れているが、魔法の才能は皆無。おしゃべりで身勝手な性格だが、魅力的な人物でもある。エルファバとはシズ大学の同窓生であり、後に親友となるが、最初は他の学生たちと共にエルファバをのけ者にしていた。
オズの大魔法使い
劇中では「ウィザード」とも呼ばれる。オズの国中で尊敬と羨望を集める存在だが、実際はただの人間であり、自らの目的のためにエルファバを利用しようとする。
チストリー
赤黒い猿で、大魔法使いの召使。エルファバの魔法の力を試すための実験台として扱われる。

## 使用曲
- One Short Day
- Dear Old Shiz
- What Is This Feeling?
- The Wizard and I
- Popular
- A Sentimental Man
- Defying Gravity Part1
- For Good
- Defying Gravity Part2

## 主要キャスト

### 1期（2006年7月12日〜2007年2月25日）
- グリンダ
  - 1期前半：小笠真紀、谷合香子、高橋あすか
  - 1期後半：小笠真紀[注釈 1]、高橋あすか、篠原沙和実
- エルファバ
  - 1期前半：ジェマ・リックス（旧姓：ジェマ・スティーブンソン）、ジリアン・ギアッチ、テイラー・ジョーダン
  - 1期後半：ジェマ・リックス（旧姓：ジェマ・スティーブンソン）[注釈 2]、ジリアン・ギアッチ、ユージニア・プリミス
- オズの魔法使い
  - 1期前半：小林アトム、金澤博、後藤晋彦
  - 1期後半：小林アトム、後藤晋彦、瓜生
- チストリー[注釈 3]：サム・カーン、マーク・シャンキー、山田拓実、星潤

### 2期（2007年2月26日〜2008年2月26日）
- グリンダ
  - 2期前半：谷合香子、杉本朝陽、可知寛子
  - 2期後半：高橋あすか、杉本朝陽、可知寛子
- エルファバ
  - 2期前半：ユージニア・プリミス、ララ・ジャニン、エリン・コーネル、ジリアン・グリーン
  - 2期後半：テイラー・ジョーダン、エリン・コーネル、ジリアン・グリーン、ジェマ・リックス（旧姓：ジェマ・スティーブンソン）
- オズの魔法使い：後藤晋彦、瓜生、林信行
- チストリー：ヒース・キーティング、リー・スライトホルム、山田拓実、星潤

### 3期（2008年2月27日〜2009年1月6日）
- グリンダ：可知寛子、佐久間智恵、谷村心
- エルファバ
  - 3期前半：チャリティー・スミス、キャスリーン・ヘネシー、キャシー・マクアイヴァー、アントニア・エミリー・マー
  - 3期後半：チャリティー・スミス、キャシー・マクアイヴァー、アントニア・エミリー・マー
- オズの魔法使い：瓜生、林信行、鰐淵勝
- チストリー
  - 3期前半：ダニエル・テリエン、クリストファー“エンジェル”フィッシャー、山田拓実
  - 3期後半：ダニエル・テリエン、クリストファー“エンジェル”フィッシャー、ブレア・ジョンストン

### 4期（2009年3月8日〜2010年1月11日）
- グリンダ：可知寛子、佐久間智恵、藤原麻友美
- エルファバ
  - 4期前半：チャリティー・スミス、キャシー・マクアイヴァー、ジェシー・イェーツ、アントニア・エミリー・マー
  - 4期後半：エリン・コーネル、キャシー・マクアイヴァー、ジェシー・イェーツ
- オズの魔法使い：瓜生、林信行、鰐淵勝
- チストリー：ダニエル・テリエン、ティミー・ブラウン、ブレア・ジョンストン、ブライアン・オギブニー

### 5期（2010年3月5日〜2011年1月10日（千秋楽））
- グリンダ：杉本朝陽、藤原麻友美、鶴岡由佳子、佐久間智恵
- エルファバ
  - 5期前半：チャリティー・スミス、エリン・コーネル、マリア・ティペット、リー・ハッシマン
  - 5期後半：エリン・コーネル、マリア・ティペット、リー・ハッシマン、キャシー・マクアイヴァー
- オズの魔法使い：瓜生、石黒説、林信行、村上宏一郎
- チストリー：ティミー・ブラウン、ジェイ・ロドリゲス、ブレア・ジョンストン

ブライアン・オギブニー、松本トモ、中尾たかし

## ユニバーサル・スタジオ・ジャパン版スタッフ
- 編曲: ステファン・シュワルツ（英語版）
- 台本作家: ウィニー・ホルツマン（英語版）
- 翻訳・訳詞・演出: 菅野こうめい
- 振り付け: 広崎うらん